# Breath (canción de Breaking Benjamin)
«Breath» es una canción de la banda estadounidense de metal alternativo Breaking Benjamin. Fue lanzado el 9 de enero de 2007 como el segundo sencillo de su tercer álbum de estudio Phobia, editado en agosto de 2006. 
Este fue la cuarta canción de la banda en aparecer en la lista de Hot 100 en general, y la segunda de Phobia. Aunque "Breath" no logró capturar el éxito pop de "The Diary of Jane" en el puesto n.° 50, mientras que "Breath" llegó al puesto n.° 84 en el Billboard Hot 100, tuvo más éxito en las listas de rock, donde llegó al puesto n.° 1 en la lista Mainstream Rock Tracks, lo que la convirtió en el primer éxito número uno de Breaking Benjamin, permaneciendo allí durante siete semanas, donde "The Diary of Jane" llegó al puesto n.° 2 y también llegó al puesto n.° 3 en la lista US Modern Rock Tracks, empatando con "So Cold" como su sencillo con mayor posición en la lista, donde "The Diary of Jane" llegó al puesto n.°4.

## Versiones
La versión original es "Breath" de Phobia, que tiene una duración de 3:38. "Breath" también tiene una edición para radio, que se puede escuchar en la radio pública. La edición fue mezclada por Ian van Dahl. "Breath" fue el número 6 en las listas de las 40 mejores ediciones de mezclas de mayo de 2008, tiene una duración de 3:13. En general, la mayoría de las estaciones de rock, rock mainstream y rock alternativo activas todavía tocan la versión original a día de hoy. 
También hay otra versión de "Breath", pero en versión clásica. Es una canción de covers de Vitamin String Quartet y está en el álbum Strung Out - The String Quartet Tribute to Hard Rock Hits, Vol. 4, que se puede encontrar en iTunes.

## Lista de canciones
Todas las canciones escritas y compuestas por Benjamin Burnley y Mark Klepaski. 
| Sencillo promocional n. 1 |          |          |  |
| N.º                       | Título   | Duración |  |
| 1.                        | «Breath» | 3:38     |  |
| 2.                        | «Breath» | 3:38     |  |
| 3.                        | «Breath» | 3:38     |  |

| Sencillo promocional n. 2 |                                            |          |  |
| N.º                       | Título                                     | Duración |  |
| 1.                        | «Breath (top 40 mix, radio edit)»          | 3:13     |  |
| 2.                        | «Breath (top 40 mix, versión full-length)» | 3:38     |  |

| Sencillo promocional n. 3 |                          |          |  |
| N.º                       | Título                   | Duración |  |
| 1.                        | «Breath (pop mix)»       | 3:16     |  |
| 2.                        | «Breath (versión álbum)» | 3:38     |  |

## Posicionamiento en lista
| Lista (2007)                         | Posición |
| ------------------------------------ | -------- |
| Canadá (Canadian Hot 100)            | 87       |
| Canadá (Canada Rock)                 | 8        |
| Estados Unidos (Billboard Hot 100)   | 84       |
| Estados Unidos (Alternative Airplay) | 3        |
| Estados Unidos (Mainstream Rock)     | 1        |